# Oh My Darling
Oh My Darling ist ein niederländischer Zeichentrick-Kurzfilm von Børge Ring aus dem Jahr 1978.

## Handlung
Mutter und Vater werden Eltern. Schon dem ungeborenen Kind begegnen sie mit viel Liebe, das kleine Mädchen wächst umsorgt und glücklich auf. Vor allem der Vater wird vom Mädchen vergöttert und es setzt ihm eine kleine Krone auf, woraufhin sich der Stuhl des Vaters in einen Königsthron verwandelt. Das Mädchen hilft der Mutter begeistert beim Aufhängen der Wäsche, doch befürchtet die Mutter bald, dass ihr Kind flügge werden könnte, und drückt ihm energisch einen Teddy in die Arme.
Das Mädchen wird zu einer Jugendlichen und schminkt sich mit dem Make Up der Mutter, die ihrer Tochter energisch kindliche Schleifen ins Haar bindet. Als die fast erwachsene Tochter ihren ersten Freund kennenlernt, bindet sie sich zunächst schüchtern selbst Schleifen ins Haar, besinnt sich jedoch schnell. Obwohl die Eltern dem jungen Paar anbieten, bei ihnen ihr Nest zu bauen, entscheiden sich beide für ein eigenes Haus unweit des elterlichen Gebäudes.
Die Mutter erscheint mit guten, mütterlichen Ratschlägen bei dem Paar, die jedoch abgelehnt werden. Sie fährt wütend zu ihrem Mann zurück, der derweil traurig über den Verlust seiner „Königswürde“ grübelt. Die Mutter trägt ihm auf, der Tochter zuzureden und zieht ihn bildlich auf, damit auch er ihr wütend gegenüberstehe, doch wird der Vater von der Tochter herzlich empfangen, erhält erneut eine Krone aufgesetzt und erfährt als erster, dass seine Tochter ein Kind erwartet. Er ist glücklich und an eine Zacke seiner Königskrone hängt sich ein kleines Krönchen. Er eilt erfreut zu seiner Frau zurück, denkt jedoch an ihren Zorn und stockt. Unsicher pendelt er nun zwischen dem Haus der Tochter und dem der Ehefrau hin und her.

## Auszeichnungen
Oh My Darling wurde 1979 für einen Oscar in der Kategorie „Bester animierter Kurzfilm“ nominiert, konnte sich jedoch nicht gegen Special Delivery durchsetzen.
Auf den Internationalen Filmfestspielen von Cannes 1978 gewann Børge Ring den Preis der Jury, den er sich mit A Doonesbury Special teilte. Oh My Darling lief zudem im Wettbewerb um die Goldene Palme in der Kategorie „Bester Kurzfilm“, die an La traversée de l’Atlantique à la rame ging.